# جفري فيلتمان

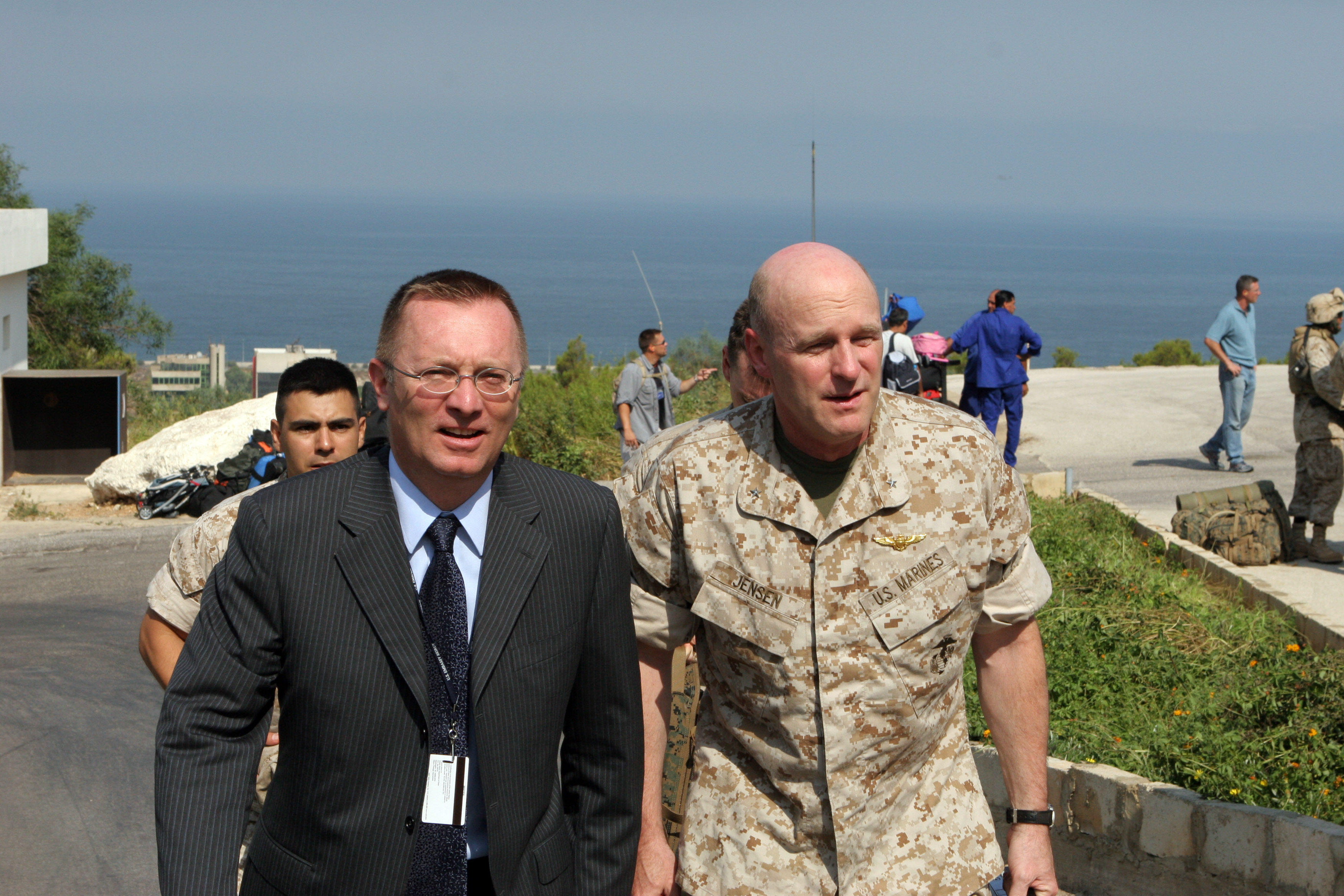
السفير جفري فيلتمان (يسار) وبجانبه العميد كارل جنسن (يمين) في بيروت 2006

جفري فيلتمان (بالإنجليزية: Jeffrey Feltman)‏ مساعد وزير الخارجية الأمريكي لشؤون الشرق الأدنى، شغل قبلها منصب سفير الولايات المتحدة الأمريكية في لبنان خلال الفترة ما بين 2004 و2008.
خلال غزو العراق عام 2003 تطوع فلتمان للخدمة في مكتب سلطة الائتلاف المؤقت في إربيل شمال العراق، من يناير حتى أبريل 2004. بالإضافة لعمله في العراق، كانت مهتمه الأخيرة في القنصلية الأمريكية العامة في القدس، حيث عمل أولا كنائب (أغسطس 2001-نوفمبر 2002) ثم الموظف الرئيسي (نوفمبر 2002- ديسمبر 2003).
ولد فلتمان في غرينفيل بولاية أوهايو. وهو يتحدث الفرنسية والمجرية. حصل على شهادة تخرجه في التاريخ والفنون الجمية من جامعة ولاية بال في انديانا عام 1981 وحصل على الماجستير في القانون والدبلوماسية من كلية فلتشر للقانون والدبلوماسية، جامعة تفتس عام 1983. انضم عام 1993 إلى مكتب شؤون الشرق الأدنى فدرس العربية في الجامعة الأردنية بالعاصمة الأردنية عمان من 1994 إلى 1995.